# Садове (Конотопський район)
Садове (до 2024 року — Пито́мник) — селище в Україні, у Попівській сільській громаді Конотопського району Сумської області. Населення становить 70 осіб. До 2020 орган місцевого самоврядування — Вирівська сільська рада.

## Населення

### Мова
Розподіл населення за рідною мовою за даними перепису 2001 року:
| Мова       | Відсоток |
| ---------- | -------- |
| українська | 95,71%   |
| російська  | 4,29%    |

## Назва
19 вересня 2024 року Верховна Рада підтримала перейменування селища Питомник на Садове. 26 вересня 2024 року перейменування набуло чинності.

## Географія
Селище Садове знаходиться на лівому березі річки Єзуч, вище за течією на відстані 1,5 км розташоване село Сарнавщина, нижче за течією на відстані 3,5 км розташоване село Лисогубівка. До селища примикає село Вирівка, за 3 км — місто Конотоп. Поруч пролягає залізниця, станція Вирівка за 1,5 км; також у селищі розташовані зупинки Конотопського трамваю «Арматурний завод» і «Завод Мотордеталь».